# Тазы (народ)

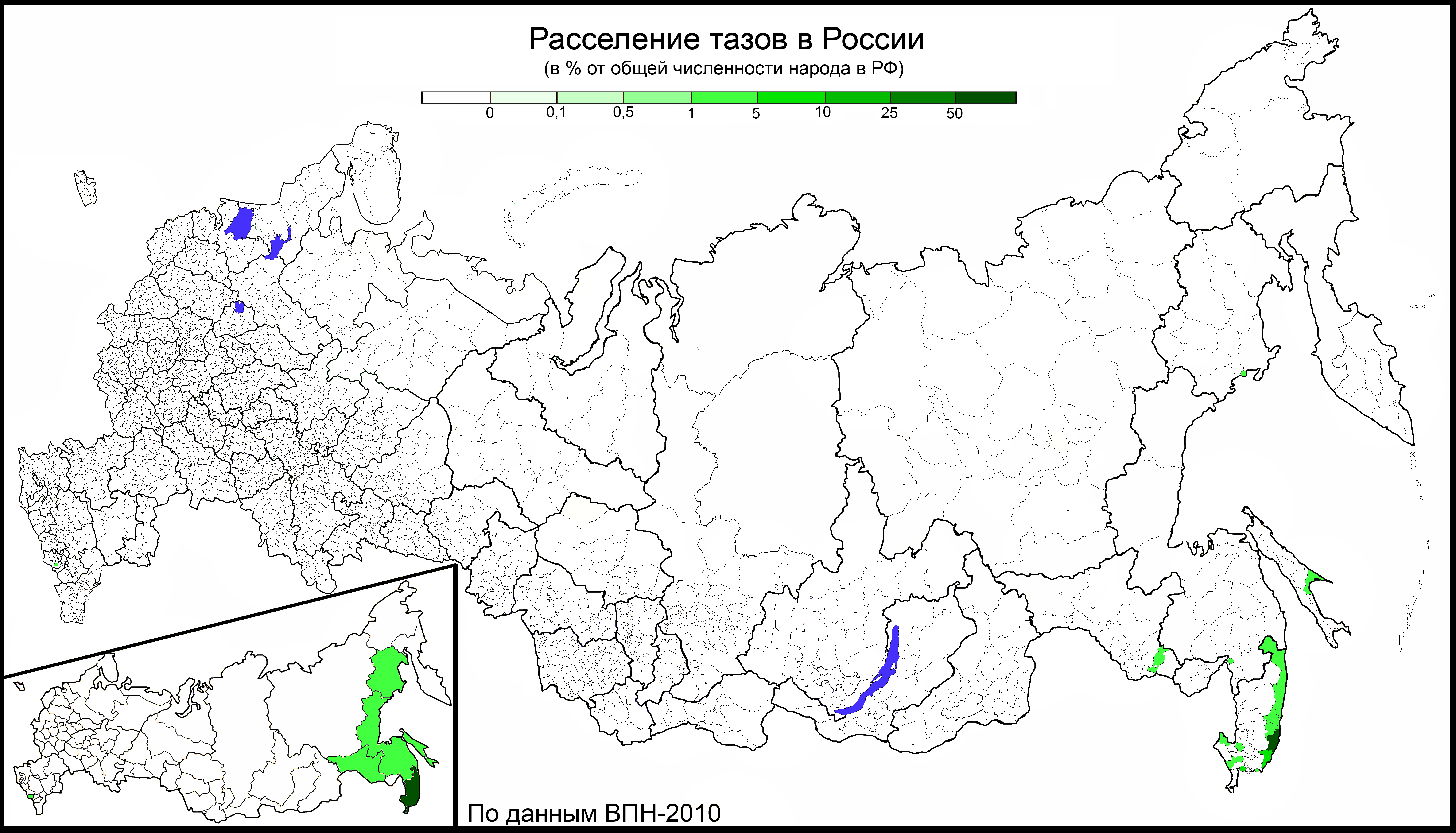
Расселение тазов в России на 2010 год в % от общей численности этого народа в РФ

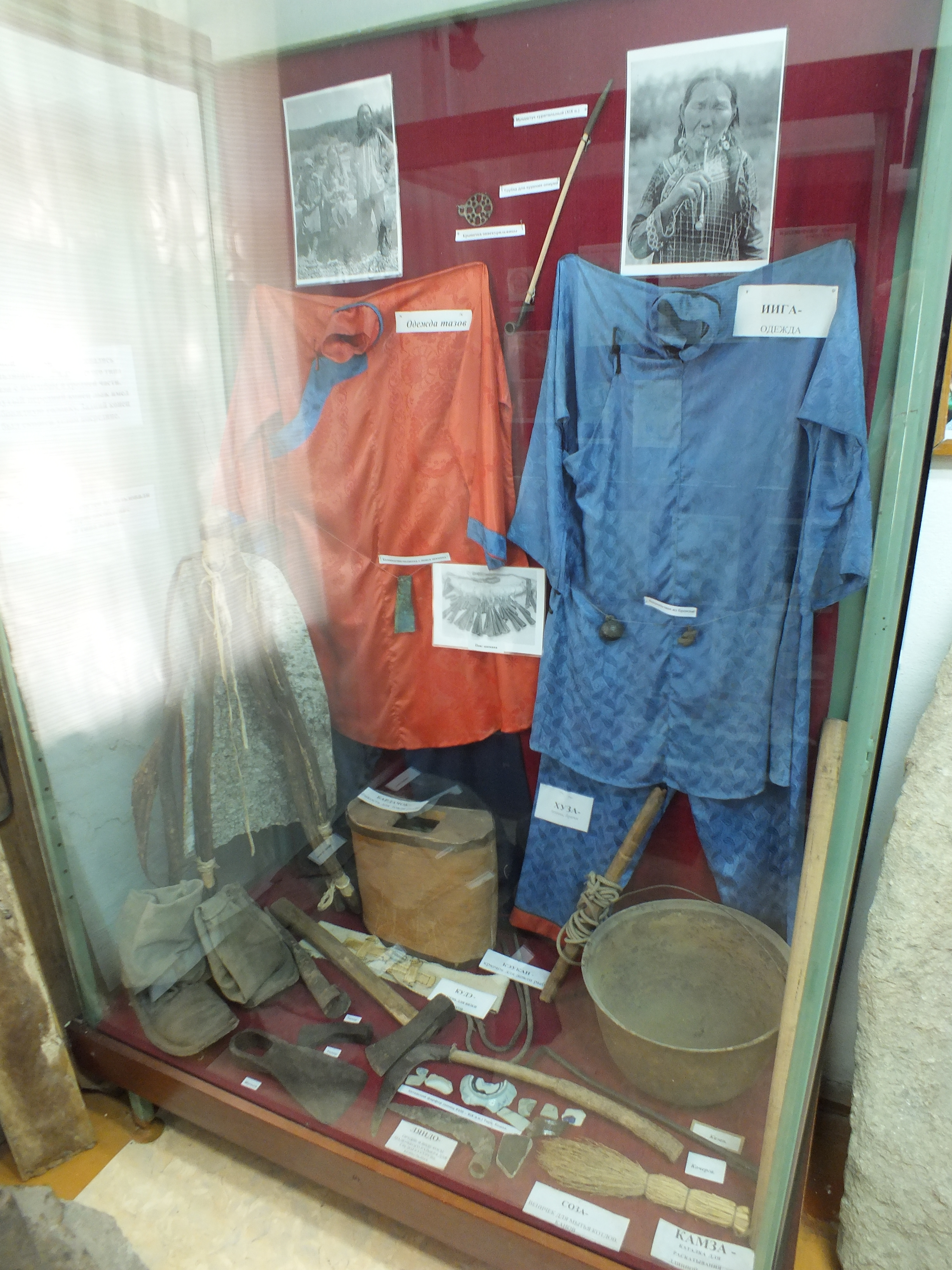
Одежда тазов, краеведческий музей пос. Ольга

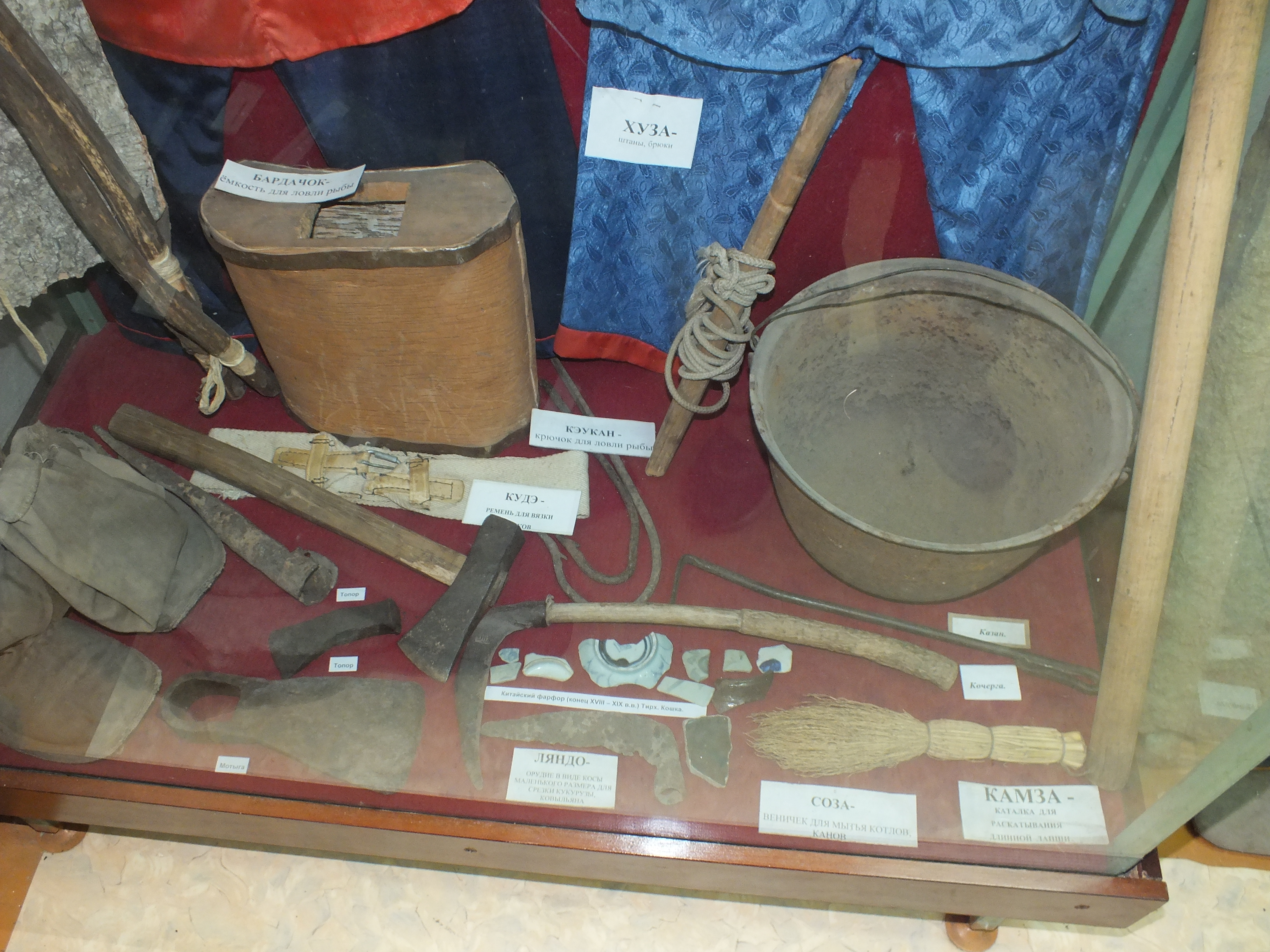
Предметы быта тазов, краеведческий музей пос. Ольга

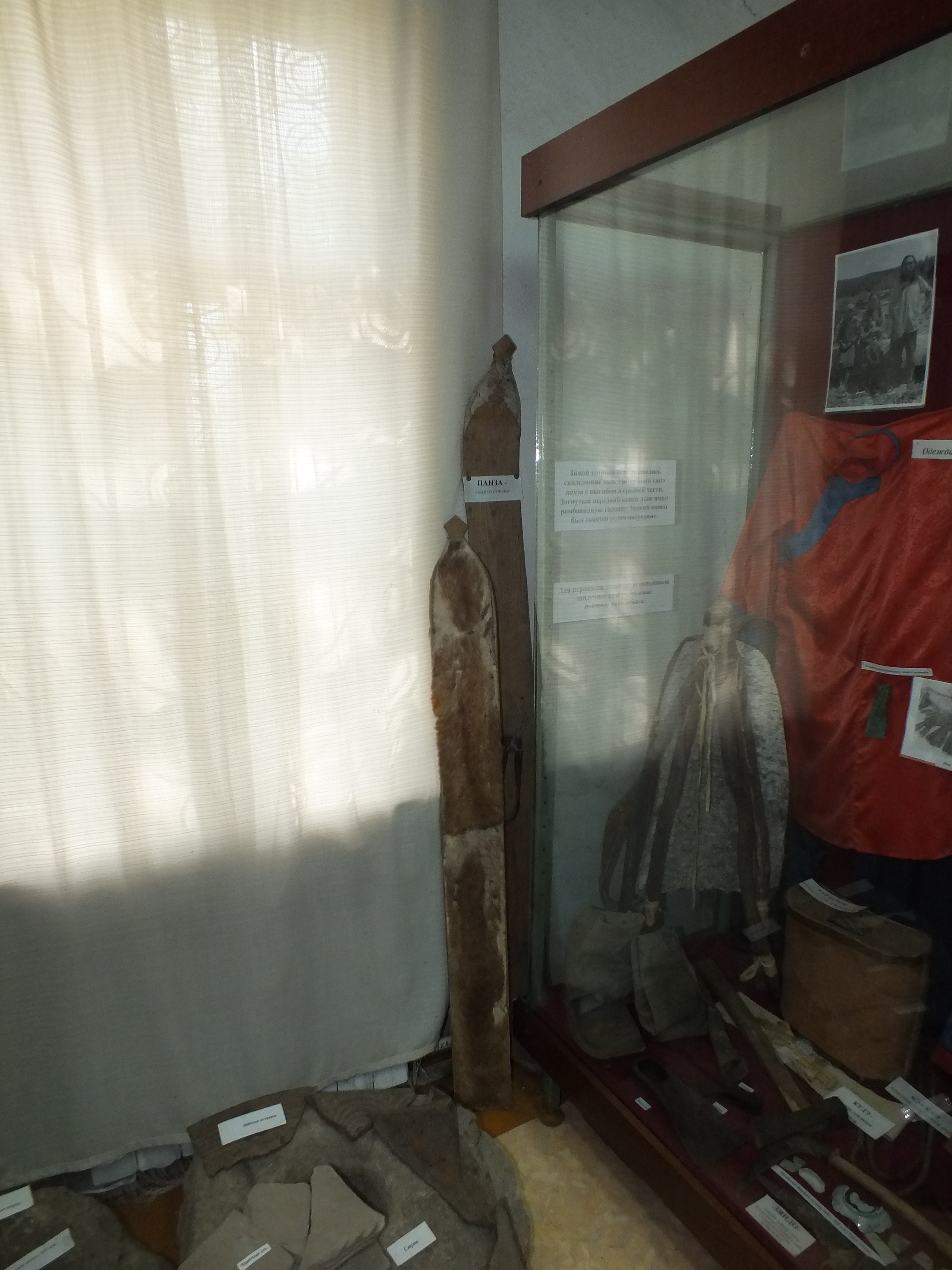
Лыжи тазов, краеведческий музей пос. Ольга

Та́зы (удэ́) — этнос в России. Относятся к коренным малочисленным народам Севера, Сибири и Дальнего Востока Российской Федерации. В 2002 году численность тазов в России составляла 300 человек, в 2021 году — 235 человек. Говорят на русском языке. Верующие представители тазов исповедуют православие.

## Происхождение
В 1830-х — 1850-х годах на территорию Уссурийского края начинают проникать китайцы, первоначально остававшиеся здесь только в тёплое время года. Они занимались сбором женьшеня, а позднее к сборщикам женьшеня добавились охотники за пантами, добытчики морепродуктов, собиратели грибов. Со временем некоторые из них оседают на этой территории, занимаясь земледелием и торговлей.
Среди китайских переселенцев преобладали мужчины, поэтому они вступали в брак с женщинами местных племён — удэгейками на юге края и нанайками в его северных районах. Постепенно складывалось метисное население, к которому применяли китайское наименование «да-цзы» (аборигены, туземцы). После присоединения в 1858—1860 годах Уссурийского края к России русские стали называть этим словом (которое в их устах стало звучать как «тазы») коренное население Приморья (преимущественно удэгейцев, но также орочей и местное метисное население). Исследователь Дальнего Востока В. К. Арсеньев упорядочил терминологию, последовательно разграничив удэгейцев, китайцев и сложившуюся к концу XIX века новую этническую группу метисного происхождения, которую рассматривал как «окитаенных» удэгейцев (они в то время жили оседло и занимались огородничеством, а говорили на разновидности севернокитайского языка), но, в то же время считал самостоятельной народностью: они существенно отличались от китайцев по культуре и хозяйственному укладу, причём сами себя китайцами не считали. За этой группой и закрепилось название «тазы».
Когда в 1936 году советские власти начали депортировать с Дальнего Востока в Среднюю Азию граждан СССР китайской и корейской национальностей, то вместе с ними стали было высылать и тазов. Однако благодаря разъяснениям В. К. Арсеньева части тазов удалось избежать депортации; при этом большинство тазов, живших ранее на хуторах в Ольгинском, Кавалеровском и Тетюхинском районах, в 1938 году были переселены в деревню Михайловка Ольгинского района, освободившуюся после выселения живших там корейцев.

## Язык и верования
Тазский диалект сформировался на основе севернокитайского языка со значительным количеством заимствований из удэгейского и нанайского языков (уже в советское время владевшие данным диалектом тазы-военнослужащие способны были без специальной языковой подготовки заниматься радиоперехватом переговоров китайских военных, которые велись на путунхуа). В 1880-х годах насчитывалось 1050 носителей тазского диалекта. После того как в 1860 году по Пекинскому трактату Уссурийский край отошёл Российской империи и на Дальний Восток начали прибывать русские переселенцы, тазская идентичность попала под влияние русской культуры и языка. Особенно процесс ассимиляции ускорился уже при СССР, когда советской властью было введено обязательное общее образование, ведшееся на русском языке. По итогам переписи населения 2002 года к тазам себя причислили только 300 человек, из них только пятеро заявили, что владеют тазским языком. По данным переписи 2010 года из 274 тазов никто не заявил о владении тазским языком, все назвались русскоязычными.
До вхождения Приморья в состав Российской империи религиозные представления тазов в основном базировались на верованиях, распространённых в Северо-Восточном Китае: буддизм, китайский культ предков, маньчжурская народная религия и шаманизм, с элементами местных верований. После присоединения в 1860 году Уссурийского края к России тазы были христианизированы. В настоящее время те тазы, которые считают себя верующими, являются православными.

## Численность и расселение

Расселение тазов в ДФО по городским и сельским поселениям в %, перепись 2010 г.

В соответствии с Всероссийской переписью населения 2002 года численность тазов составляла 276 человек, из которых 256 проживали в Приморском крае (верховья реки Уссури и Ольгинский район Приморского края), из них в свою очередь владели языком своего народа лишь 5 человек (1,95 %), русским — все 276 человек (100,00 %). Среди 276 все говорили на русском языке; среди них имелись: 131 мужчина (53 городских, 78 сельских жителей) и 145 женщин (57 городских, 88 сельских жителей); 110 городских (53 мужчины, 57 женщин) и 166 деревенских (78 мужчин, 88 женщин) жителей. Наибольшее количество тазов (71 человек) в 2002 г. проживало в селе Михайловка Ольгинского района Приморского края.
В соответствии с Всероссийской переписью населения 2010 года численность тазов составляла 274 человека, из них 10 человек знали китайский язык, 10 — английский, 2 — узбекский, 1 — хакасский, 272 — русский. 262 таза назвали русский родным языком. Из 274 тазов 253 человека проживали в Приморском крае.

## Хозяйство и культура
Уже в конце XIX века тазы жили оседло в постоянных жилищах (фанзах), занимались огородничеством, носили китайскую одежду. В отличие от китайцев, женщины из тазов не сидели дома бо́льшую часть времени, а наравне с мужчинами работали на огороде и ходили в тайгу на охоту. Если у китайцев употребление сырой животной пищи исключено, то тазы (подобно удэгейцам и нанайцам) ели блюда из сырого мяса или рыбы. Занимались тазы также рыболовством (рыбу — в основном лососёвых — добывали острогами, ловили сетями и на крючки), охотой (на изюбря, лося, кабана, пушных зверей с использованием копий, ружей, ловушек), собирательством женьшеня и древесных грибов, заготовкой морской капусты, трепангов, раковин морских гребешков.
Религиозные представления тазов представляли собой сочетание буддизма и китайского культа предков. Они полагали, что человек обладает девяноста девятью поочерёдно умирающими душами.
После переселения в Михайловку тазы поселились в деревянных домах. Наряду с работой на огороде они разводят коров, свиней, кур и уток. В одежде они практически не отличаются от окружающегося русского населения, но тазовки иногда одевают традиционный костюм — фуфайку и штаны чёрного цвета, а старики нередко хранят традиционный костюм «для похорон». Тазы готовят многие традиционные для Северного Китая блюда: пампушки (приготовленное на пару тесто), боудхе (приготовленные аналогичным образом пирожки с мясной начинкой), ланцей (блюда из мяса и нарезанного соломкой картофеля), пельмени. 